# レパード・6リッター ロードスター

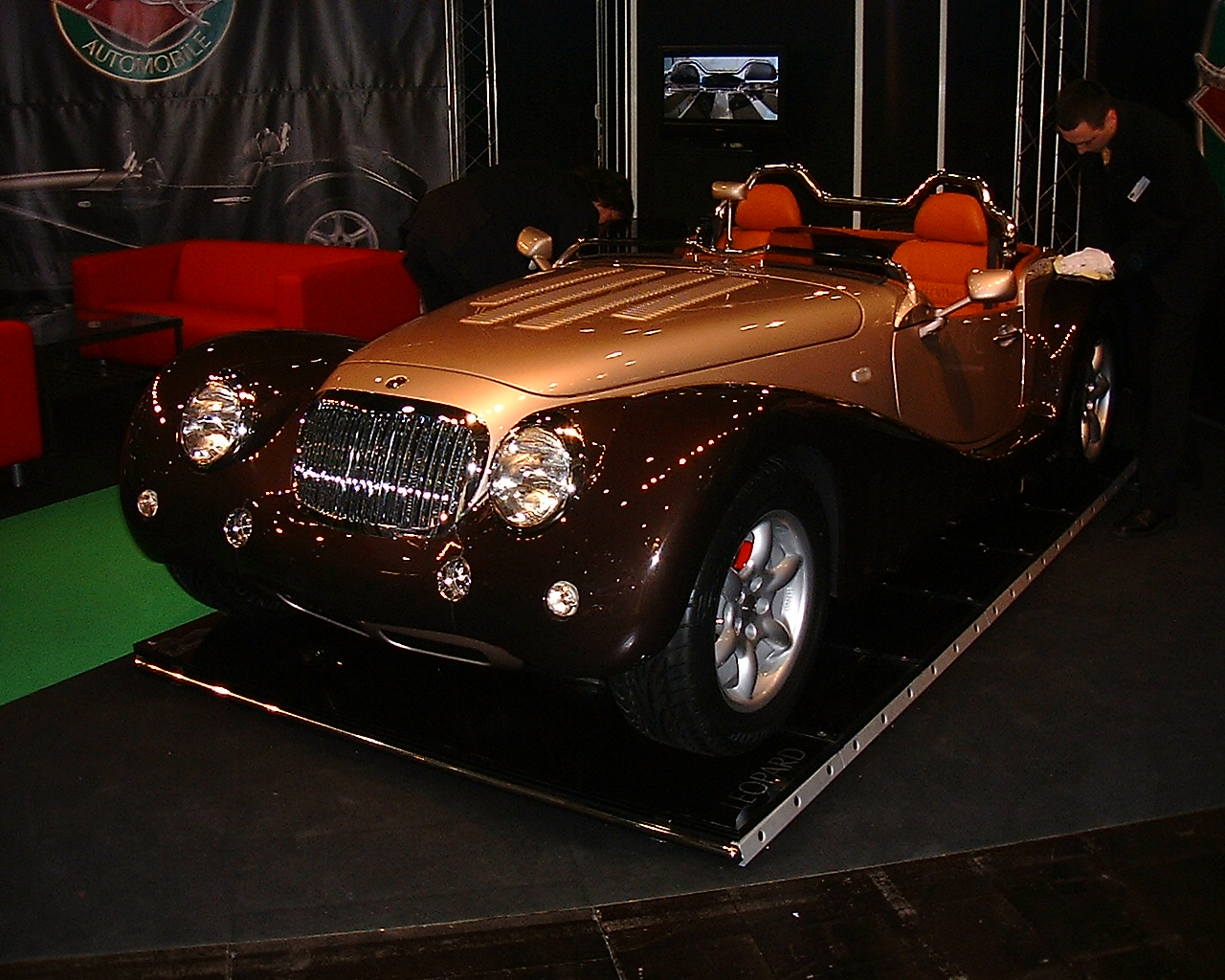
レパード・6リッター 2007年AMIフェアにて

レパード・6リッター・ロードスター（Leopard 6 Litre Roadster ）はポーランドのミェレツ（Mielec ）に本拠を置くレパード・オートモービル（Leopard Automobile AB ）が製作したクラシックスタイル高級スポーツカー。
設計は社長でスポーツカーのゲパード（Gepard ）の設計も行なったズビスワフ・シュヴァイ（Zbysław Szwaj ）。

## 開発
ゼネラルモーターズ製シボレー・コルベット用V8エンジンを除きミェレツのレパード・オートモービルでハンドメイドにより生産されている。同社の新工場においても最大でも毎年20台しか生産されないことになっているが、これは製作段階における高い精密性を確保するためである。

## 発売
設計は1995年に開始された。第一号車は2003年11月に製作され、2005年4月にモンディアル・ド・ロトモビルで発表された。2005年後半に市販第一号車が生産された。ヨーロッパでの価格は12万5千ユーロ（約2,000万円）で、それまで市販されたポーランド製乗用車のうちで最も高価なものとなった。現在までの生産台数は25台程度とされている。新工場の設立で生産能力は高まったが、ブランド維持のため200台を超えて生産されることはない見込み。レパード・オートモービルはより高性能の新型車であるレパード・クーペの生産を準備中である（スケッチは同社の公式ウェブサイトで閲覧可能）。

## 諸元
- 全長3,800mm、全幅17,13mm、全高（ソフトルーフ閉時）1,240mm
- 総重量1,150kg、最大重量1,450kg
- エンジン: LS-2オールアルミニウム製V8、排気量5,967cm3、パワー405hp/6,000rpm、トルク542Nm/4,400rpm、シーケンシャル・フューエル・インジェクション（SEFI）
- 電子制御スロットルコントロール（ETC）
- ギアボックス: 6速MT
- サスペンション: 4輪ダブルウィッシュボーン（アンチロールバー・アンチノーズダイブシステム付き）

## 性能
- 0-100km/h加速4.0秒
- 最高速250km/h（スピードリミッター作動）